# مملكة البهائم (فلم 1932)
مملكة البهائم (بالإنجليزية: The Animal Kingdom) فيلم كوميدي درامي أمريكي تم إنتاجه عام 1932، من إخراج إدوارد غريفيث وجورج كيوكور، الفيلم مقتبس من مسرحية تحمل نفس الاسم للكاتب فيليب باري.

## روابط خارجية
- مقالات تستعمل روابط فنية بلا صلة مع ويكي بيانات